# Power & Passion - The Very Best Of Bonnie Tyler (2CD)
Bonnie Tyler 1999-es dupla válogatáslemeze, amely felkerült a németországi lemezeladási listára is.

## A kiadványról
Több Tyler kiadvány is megjelent 1999-ben, de csak ez az egyetlen amelyik dupla CD-s és érdekes, hogy ettől kezdve, szinte minden évben kiadtak vagy a németek vagy a britek legalább egy 2 lemezes válogatást.
A kollekció többségében a nyolcvanas évekből való illetve a 90-es évek elejéből, még a Dieter Bohlen időszakból. Mindössze a Lost In France, It's A heartache és a Whiter Shade of Pale című dalokat tartalmazza. Nem sokban különbözik a többi ilyen kiadványtól, csupán abban, hogy teljes album verziók hallhatók, így például a Total Eclipse of the Heart című sláger 7 perces. A Jim Steinman-dalokon kívül a Hansa gondozásában kiadott albumokról is kerültek fel dalok, például a Bitterblue, a Fire in my Soul, Angel Heart és a Stay. Ausztriában reklámkampánnyal jelent meg, a helyi televízió (Kabel 1) támogatásával, Németországban pedig bekerült a Top 100-as lista 88. helyére.
Érdekesség, hogy a 2-es korongon található dalok megegyeznek, a szintén a Sony által 1995-ben kiadott Best Ballads című albumon található dalokkal illetve azok sorrendjével.

## Dalok

### CD 1 dalai
| #  | Dalcím                             | Zeneszerző              | Producer      | Hossz |
| -- | ---------------------------------- | ----------------------- | ------------- | ----- |
| 1  | Holding Out for a Hero             | Jim Steinman            | Jim Steinman  | 5:50  |
| 2  | If You Were a Woman                | Desmond Child           | Jim Steinman  | 5:15  |
| 3  | Bitterblue                         | Dieter Bohlen           | Dieter Bohlen | 3:55  |
| 4  | Fools Lullaby                      | S. Benson               | Dieter Bohlen | 3:52  |
| 5  | Race To The Fire                   | Dieter Bohlen           | Dieter Bohlen | 3:55  |
| 6  | Hide Your Heart                    | Desmond Child           | Desmond Child | 4:25  |
| 7  | Save Up All Your Tears             | Desmond Child           | Desmond Child | 4:20  |
| 8  | Have You Ever Seen the Rain?       | John Fogerty            | Jim Steinman  | 4:09  |
| 9  | The Best                           | Holly Knight            | Desmond Child | 4:20  |
| 10 | I Cry Myself To Sleep At Night     | John 'Mutt' Lange       | Dieter Bohlen | 4:28  |
| 11 | Sally Comes Around                 | Dieter Bohlen           | Dieter Bohlen | 3:48  |
| 12 | From the Bottom of My Lonely Heart | Dieter Bohlen           | Dieter Bohlen | 3:35  |
| 13 | A Rockin’ Good Way                 | Benton / Otis / Dejesus | Benton        | 2:55  |
| 14 | Don’t Turn Around                  | Holly Knight            | Desmond Child | 4:16  |
| 15 | No Way To Treat A Lady             | Bryan Adams             | Jim Steinman  | 5:18  |
| 16 | Faster Than The Speed Of Night     | Jim Steinman            | Jim Steinman  | 6:45  |

### CD 2 dalai
| #  | Dalcím                                                | Zeneszerző          | Producer            | Hossz |
| -- | ----------------------------------------------------- | ------------------- | ------------------- | ----- |
| 1  | Total Eclipse of the Heart                            | Jim Steinman        | Jim Steinman        | 7:00  |
| 2  | Against the Wind                                      | Dieter Bohlen       | Dieter Bohlen       | 3:38  |
| 3  | It’s a Heartache                                      | R. Scott / S. Wolfe | R. Scott / S. Wolfe | 3:30  |
| 4  | Lost in France                                        | R. Scott / S. Wolfe | R. Scott / S. Wolfe | 3:50  |
| 5  | God Gave Love to You                                  | Dieter Bohlen       | Dieter Bohlen       | 3:45  |
| 6  | Why                                                   | S. Benson           | Dieter Bohlen       | 4:00  |
| 7  | Loving You’s a Dirty Job (But Somebody’s Gotta Do It) | Jim Steinman        | Jim Steinman        | 7:47  |
| 8  | To Love Sombody                                       | Bee Gees            | Desmond Child       | 5:50  |
| 9  | You Are So Beautyful                                  | Preston / Fisher    | P. Hopkins          | 2:34  |
| 10 | Call Me                                               | Dieter Bohlen       | Dieter Bohlen       | 4:00  |
| 11 | Angel Heart                                           | Dieter Bohlen       | Dieter Bohlen       | 3:54  |
| 12 | Lovers Again                                          | Desmond Child       | Jim Steinman        | 4:35  |
| 13 | Whiter Shade Of Pale                                  | R. Scott / S. Wolfe | R. Scott / S. Wolfe | 4:20  |
| 14 | Silhouette in Red                                     | Dieter Bohlen       | Dieter Bohlen       | 4:00  |
| 15 | Straight from the Heart                               | Bryan Adams         | Jim Steinman        | 3:40  |
| 16 | Islands feat. Mike Oldfield                           | Mike Oldfield       | Mike Oldfield       | 4:20  |
| 17 | Stay                                                  | S. Benson           | Dieter Bohlen       | 4:01  |

## Toplista
| Chart       | Legjobb helyezés |
| ----------- | ---------------- |
| Németország | 88               |